# Seznam suejských císařů
Suejští císaři stáli v čele říše Suej, čínského státu existujícího v letech 581–619. Zakladatelem říše a prvním císařem suejské dynastie byl Jang Ťien (císař Wen-ti), vojevůdce a příbuzný císařů předešlé říše Severní Čou. Roku 581 z pozice regenta sesadil dětského severočouského císaře a sám se prohlásil císařem říše Suej. V letech 587–589 dobyl jihočínské státy Jižní Liang a Čchen a sjednotil tak Čínu po čtyřech staletích rozdělení. Od roku 610 se však říše Suej začala hroutit v povstáních a občanské válce, ze které vyšel vítězně generál a příbuzný dynastie Suej Li Jüan, od roku 618 císař nové dynastie Tchang.

## Seznam císařů
Podle čínské tradice císař po smrti obdržel čestné posmrtné jméno. Dalším jménem udělovaným posmrtně bylo chrámové jméno, určené k použití při obřadech v chrámu předků dynastie. Obě jména vyjadřovala charakter vlády a císaře, například zakladatelé dynastií dostávali chrámové jméno Tchaj-cu (太祖, Velký předek).
Éra vlády je název kratšího či delšího období vlády, shrnující základní směr státní politiky.
| Jméno        | Jméno       | Jméno                   | Portrét                | Narození Úmrtí | Vláda   | Éra vlády                                            |
| posmrtné     | chrámové    | příjmení a osobní jméno | Portrét                | Narození Úmrtí | Vláda   | Éra vlády                                            |
| ------------ | ----------- | ----------------------- | ---------------------- | -------------- | ------- | ---------------------------------------------------- |
| Wen-ti 文帝  | Kao-cu 高祖 | Jang Ťien 楊堅          | Portrét císaře Wen-ti  | 541–604        | 581–604 | Kchaj-chuang (開皇, 581–600) Žen-šou (仁壽, 601–604) |
| Jang-ti 煬帝 | Š’-cu 世祖  | Jang Kuang 楊廣         | Portrét císaře Jang-ti | 569–618        | 604–618 | Ta-jie (大業, 605–618)                               |
| Kung-ti 恭帝 |             | Jang Jou 楊侑           |                        | 605–619        | 617–618 | I-ning (義寧, 617–618)                               |
|              |             | Jang Chao 楊浩          |                        | ?–618          | 618     |                                                      |
| Kung-ti 恭帝 |             | Jang Tchung 楊侗        |                        | 605–619        | 618–619 | Chuang-tchaj (皇泰, 618)                             |

Vedle vládnoucích panovníků byli na císaře povýšeni také dva otcové panujících císařů, a sice Jang Čung (507–568), otec prvního suejského císaře Wen-tiho, a Jang Čao (584–606), nejstarší syn Jang-tiho a otec Jang Tchunga. Wen-ti udělil Jang Čungovi posmrtné jméno Wu-jüan-ti (武元帝) a chrámové jméno Tchaj-cu (太祖). Jang Tchung dal svému otci posmrtné jméno Čcheng-ti (成帝, plné: Siao-čcheng chuang-ti, 孝成皇帝) a chrámové jméno Š’-cung (世宗).